# Dietrologia - I soldi non finiscono mai
Dietrologia - I soldi non finiscono mai è un libro scritto dal rapper italiano Fabri Fibra, pubblicato nel 2011 edito da BUR Rizzoli. La prefazione è stata affidata al giornalista Marco Travaglio.

## Prefazione
In un passaggio della prefazione scritta da Travaglio viene spiegato il motivo per cui Fibra abbia scelto lui per svolgere quel compito:
(Marco Travaglio - Spiegazione tratta dalla prefazione del libro.)

## Temi ed argomenti
Nel libro il rapper marchigiano tratta molti argomenti ritenuti dallo stesso artista «pensieri scomodi», ossia pensieri che puntano a dire qualcosa che «sia veritiera e che quindi danneggi il "finto" mondo della televisione o della politica».
Gli argomenti variano dall'attualità al mondo televisivo, dalla politica al mercato musicale.

### Attualità
Il libro inizia con Fibra che descrive e denuncia alcune attuali situazioni italiane: come, ad esempio, il fatto che le ragazzine di oggi pensino che la via del successo passi per la seduzione e non per l'impegno, convinzione che nasce nel momento in cui le ragazzine accendono la televisione; o anche il fatto che i ragazzini italiani pensino solamente a spendere soldi e comprare tutto ciò che a loro piace, in quanto notano questi atteggiamenti nei genitori; il fatto che al classico italiano conti apparire, quindi se non ha un vestito originale firmato, per apparire elegante e bello va a comprarsi quello fasullo, frutto dello sfruttamento illegale e della malavita; e così via...

### Il mondo televisivo
Nel libro viene trattato anche il tema della televisione, Fibra paragona subito due programmi, Happy Days e Uomini e donne, spiegando come i giovani ed anche i loro genitori si incantino a guardare «due cog**oni» vestiti con abiti firmati e che «non capiscono e non fanno un c****o», prendendoli d'esempio, mentre quando lui era piccolo guardava il primo programma nominato, in cui davano come protagonista un giovane meccanico lavoratore e simpatico, che piaceva alle ragazze. I concetti trattati in quest'argomento sono quindi dure critiche all'attuale mondo televisivo ed a chi lo segue.

### Politica
Il rapper prosegue parlando anche di politica e quindi di politici, senza risparmiare pesanti critiche al mondo della politica italiana, spiegando come secondo lui l'obiettivo dei politici italiani sia quello di rincitrullire i cittadini italiani come in un matrix.

### Mercato musicale
L'ultimo argomento trattato nel libro riguarda l'attuale mercato musicale italiano ed esperienze musicali che ha avuto negli anni il rapper marchigiano. Si parla quindi dei suoi primi concerti gratuiti nei locali di quartiere, i suoi primi album ed i loro costi di produzione, l'impegno e il sudore oltre alla passione. Il rapper spiega anche che chiunque voglia avere successo deve iniziare a crearsi un pubblico che lo segua e lo sostenga sempre, infatti le major discografiche non vogliono l'artista talentuoso ma l'artista più seguito, perché è il pubblico e non il talento a creare business nel mercato musicale.

## Edizioni
- Fabri Fibra, Dietrologia - I soldi non finiscono mai, Prefazione di Marco Travaglio, BUR Rizzoli, 2011,  p. 349, ISBN 88-17-05199-3.